# Batalla del Riu Han
La batalla del Riu Han (漢水之戰) va ser una batalla durant la Campanya Hanzhong lluitada entre Liu Bei i Cao Cao en el 219, un any abans del començament oficial del període dels Tres Regnes de la Xina. La batalla fou el major enfrontament de la campanya, en el qual Liu Bei va emergir victoriós i es va proclamar a si mateix Rei de Hanzhong.

## Rerefons
Liu Bei acabava de guanyar la batalla del Mont Dingjun. Cao Cao va lamentar la pèrdua de Xiahou Yuan, per la qual cosa va dirigir un gran exèrcit per atacar el campament sud de Liu Bei del riu Han. Llavors Liu Bei envià a Zhao Yun i Huang Zhong a Han Shui. Huang Zhong i Zhang Zhu van anar a cremar els subministraments de Cao Cao, i Zhao Yun restaria en el campament amb Zhang Yi llevat que no tornaren.